# Mnichov (okres Cheb)
Obec Mnichov (německy Einsiedl) se nachází v okrese Cheb, kraj Karlovarský. Žije zde 395 obyvatel.

## Historie
První písemná zmínka o obci pochází z roku 1273. Původní osada existovala již dříve v údolí potoka západně od obce, kde se nachází Siardův pramen a kde stávala poustevna. Přes Mnichov vedla důležitá cesta z Prahy do Chebu, byly zde cínové a později stříbrné doly. Jako městečko je Mnichov uváděn od roku 1437, od roku 1549 je nazýván městem. V roce 1493 udělil král Vladislav Jagellonský městu, známému svými četnými mlýny, právo várečné. V roce 1637 měl Mnichov svého městského soudce a s ním i právo soudní, sirotčí i hrdelní. Po skončení třicetileté války následovala rekatolizace obyvatelstva, a proto všichni obyvatelé Mnichova, protestantští havíři, odešli a zasloužili se o zakládání a rozvoj horních měst v Sasku – v okolí Johanngeorgenstadtu. Po odchodu exulantů byl Mnichov údajně dva roky zcela pustý.
K oživení města posloužil nález „zázračného“ obrazu svatého Siarda v troskách někdejší kaple a místo začalo být propagováno jako poutní. V letech 1719–1725 byl postaven barokní kostel sv. Petra a Pavla, pod jehož lodí je krypta s mumifikovanými těly místních celebrit téže doby. V roce 1730 byla postavena barokní jednopatrová radnice se zvoničkou a pranýřem. Roku 1727 vydal Karel VI. nařízení o povinné trase z Prahy do Chebu přes Mnichov a o deset let později povolil Mnichovským čtvrteční obilní trhy. V polovině 19. století se město, kromě silnice Mariánské Lázně–Bečov nad Teplou, znovu ocitlo stranou od hlavních komunikací. V letech 1853–1856 byl v Mnichově vybudován dům a kaple Kongregace školských sester de Notre Dame. V letech 1863–1914 došlo ve městě k sedmi větším požárům, po roce 1945 bylo odsunuto německé obyvatelstvo a Slavkovský les byl dočasně uzavřen jako vojenský prostor. Mnichov se téměř vylidnil, velká část domů byla zbourána, aby byla v 80. letech nahrazena „moderními okály“.
V okolí obce se vyskytují dnes již opuštěné lomy na hadec, z něhož byly v Mnichově vyráběny dekorační předměty.

## Obyvatelstvo
Podle sčítání 1930 zde žilo v 135 domech 888 obyvatel. 39 obyvatel se hlásilo k československé národnosti a 838 k německé. Žilo zde 877 římských katolíků, 8 evangelíků a 3 židé.
| Rok            | 1869 | 1880 | 1890 | 1900 | 1910 | 1921 | 1930 | 1950 | 1961 | 1970 | 1980 | 1991 | 2001 | 2011 |
| -------------- | ---- | ---- | ---- | ---- | ---- | ---- | ---- | ---- | ---- | ---- | ---- | ---- | ---- | ---- |
| Počet obyvatel | 1074 | 1137 | 1166 | 1095 | 1004 | 913  | 888  | 296  | 177  | 288  | 284  | 280  | 206  | 209  |
| Počet domů     | 143  | 143  | 137  | 143  | 132  | 129  | 135  | 71   | 38   | 34   | 30   | 42   | 45   | 46   |

| Rok            | 1869  | 1880  | 1890  | 1900  | 1910  | 1921  | 1930  | 1950 | 1961 | 1970 | 1980 | 1991 | 2001 | 2011 |
| -------------- | ----- | ----- | ----- | ----- | ----- | ----- | ----- | ---- | ---- | ---- | ---- | ---- | ---- | ---- |
| Počet obyvatel | 2 263 | 2 390 | 2 407 | 2 233 | 2 166 | 1 947 | 1 874 | 551  | 409  | 531  | 463  | 430  | 339  | 357  |
| Počet domů     | 318   | 326   | 323   | 328   | 318   | 319   | 330   | 186  | 92   | 88   | 80   | 98   | 109  | 115  |

## Pamětihodnosti
- Kostel svatého Petra a Pavla
- Pranýř v průčelí staré radnice
- Boží muka
- Socha svatého Josefa s Ježíškem v náručí u křižovatky na Teplou
- Sloup se sochou svatého Petra před č.p. 46 naproti restauraci
- Radnice
- Fara
- Přírodní rezervace Planý vrch v k. ú. obce
- Dva smírčí kříže

### Zajímavosti
Před vchodem do kostela stojí kříž s Kristem přenesený ve 2. polovině 20. století ze zrušeného hřbitova v Pramenech.

## Části obce
- Mnichov
- Rájov
- Sítiny

V letech 1950–1959 k obci patřily i Číhaná a Louka a v roce 1950 a od 1. ledna 1976 do 23. listopadu 1990 také Prameny.

## Další fotografie

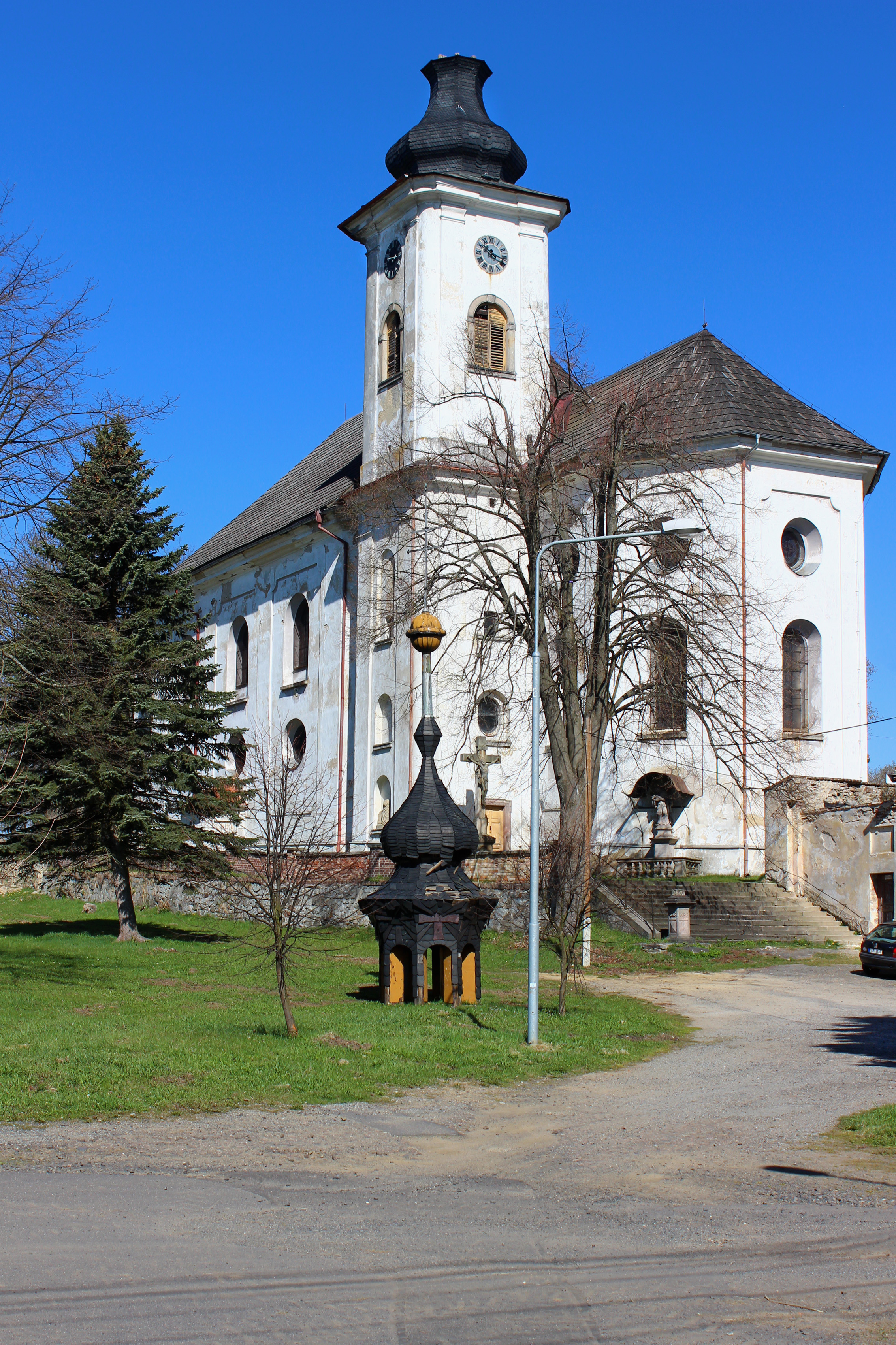
Kostel sv. Petra a Pavla se snesenou vížkou
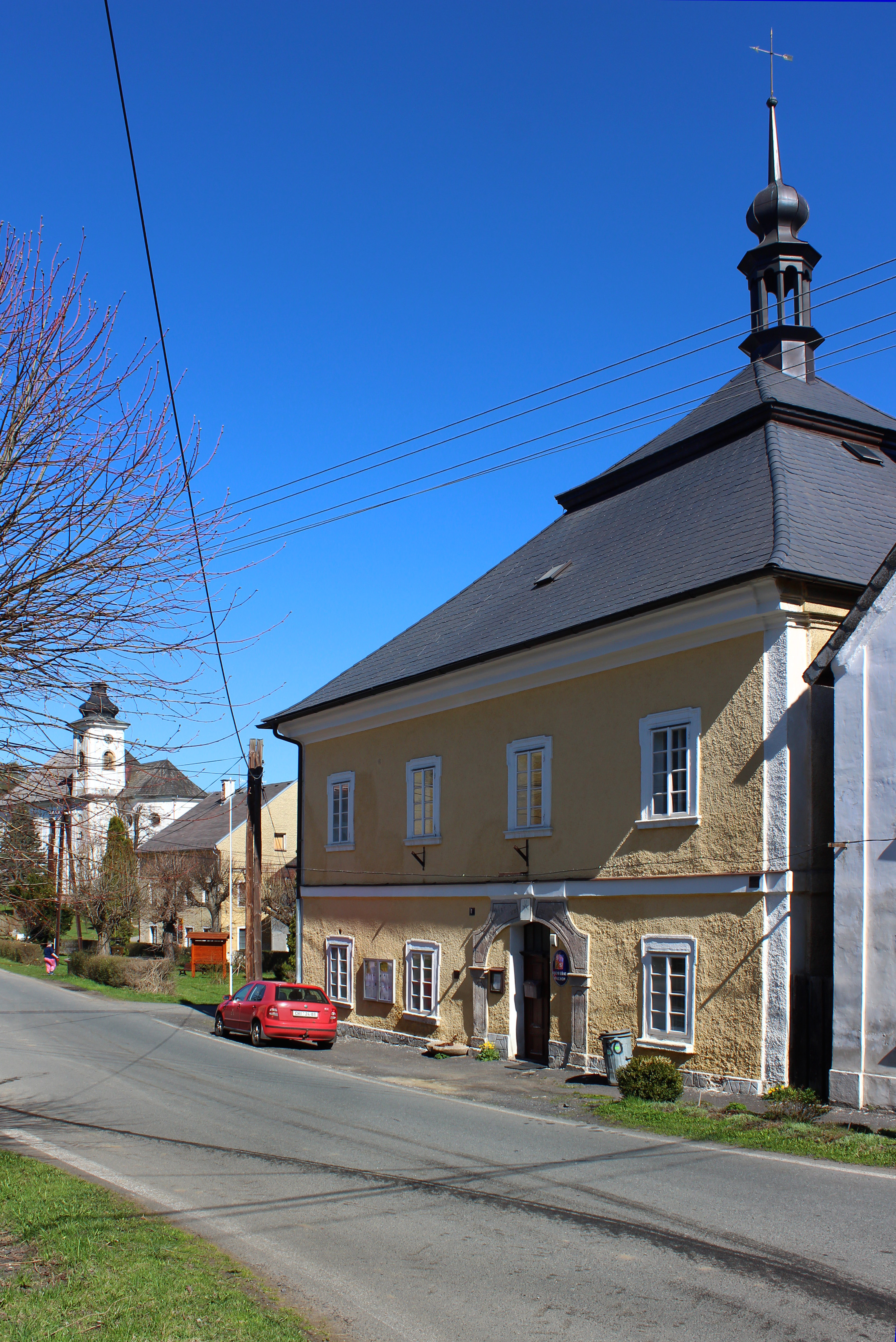
Radnice
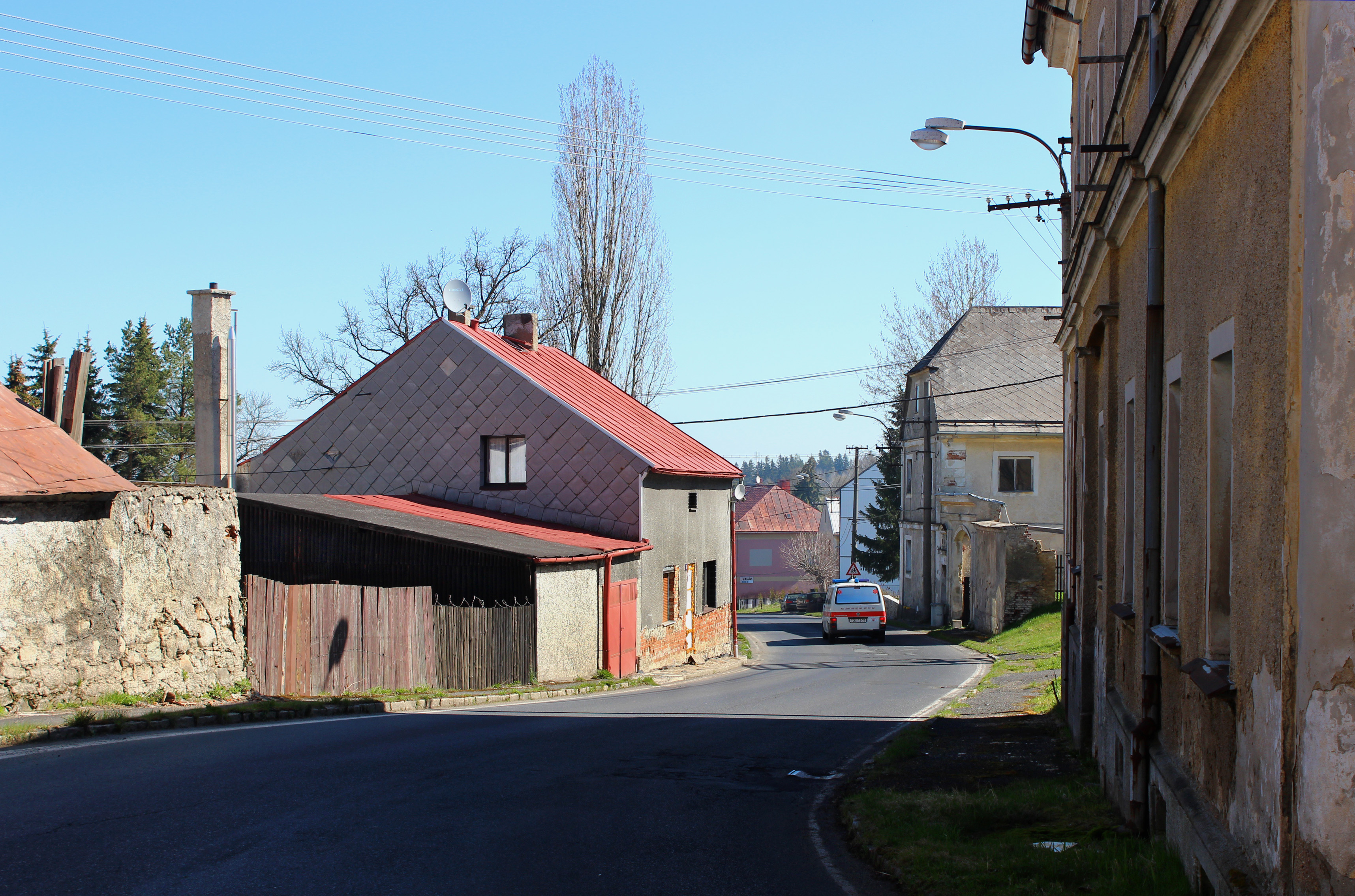
Silnice II/230 na průtahu obcí
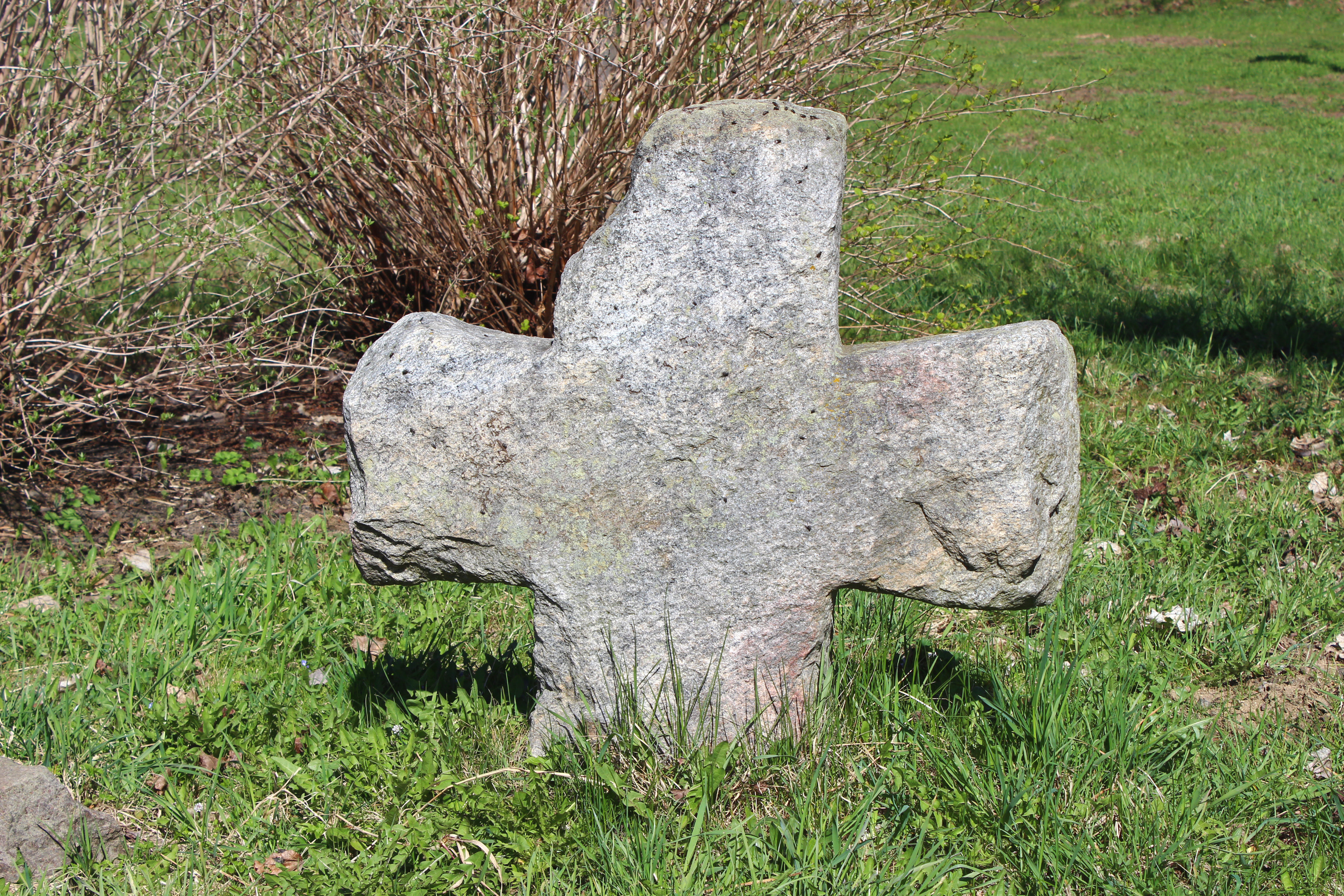
Smírčí kříž u kostela